# Angels (single)
'Angels' is een nummer van de Britse zanger Robbie Williams en afkomstig van het album Life Thru a Lens uit september 1997. Het is geschreven door Williams zelf, samen met Guy Chambers. Het nummer werd op 1 december 1997 wereldwijd op single uitgebracht.

## Achtergrond
'Angels' was het vierde nummer van Williams' debuutalbum Life Thru a Lens uit 1997. De drie eerste singles waren redelijk succesvol geweest, maar platenmaatschappij Chrysalis was nog niet helemaal tevreden. Met het uitbrengen van een ballad in de aanloop naar kerst 1997 hoopte men het album weer in de belangstelling te krijgen. Als ballad werd Angels gekozen, met als extra kerstachtig accent het geluid van kerstbellen in de singlemix.
De beslissing van Chrysalis had effect: de single werd internationaal een enorme hit en is een van Williams' grootste succesnummers. Toch haalde de single vrijwel nergens de nummer 1-positie van de hitparade. De hoogste notering met een 2e positie werd in Ierland bereikt. In thuisland het Verenigd Koninkrijk bereikte de single de 4e positie van de UK Singles Chart en in de Verenigde Staten werd slechts een 53e positie behaald in de Billboard Hot 100. In Frankrijk en in de Eurochart Hot 100 werd de 7e positie behaald, Duitsland de 9e, Oostenrijk de 12e, Zwitserland de 4e, Australië de 40e en in Nieuw-Zeeland de 23e positie.
In Nederland werd de single veel gedraaid op de landelijke radiozenders en werd een radiohit. De single bereikte in zowel de Nederlandse Top 40 op destijds Radio 538 als de publieke hitlijst; toentertijd de Mega Top 100 op Radio 3FM, de 14e positie.
In België bereikte de single de 6e positie in zowel de Vlaamse Ultratop 50 als de Vlaamse Radio 2 Top 30. In Wallonië werd de 32e positie behaald.
In 2005 werd de single in Williams' thuisland het Verenigd Koninkrijk uitgeroepen tot beste Britse single van de laatste 25 jaar.
In Nederland scoort de single sinds de editie van december 2001 erg goed in de jaarlijkse NPO Radio 2 Top 2000 van de Nederlandse publieke radiozender NPO Radio 2, met als hoogste notering tot nu toe een 11e positie in 2005.
In de Top 1000 aller tijden van de Nederlandse commerciële radiozender Q-music stond de single driemaal op nummer 1, in 2005, 2006 en in 2007. In de Top 4000 van de eveneens Nederlandse commerciële radiozender Radio 10 stond de single in 2008 op de nummer 1-positie.

## Hitnoteringen

### Nederlandse Top 40
| Angels in de Nederlandse Top 40 – binnen: 10-01-1998 | Angels in de Nederlandse Top 40 – binnen: 10-01-1998 | Angels in de Nederlandse Top 40 – binnen: 10-01-1998 | Angels in de Nederlandse Top 40 – binnen: 10-01-1998 | Angels in de Nederlandse Top 40 – binnen: 10-01-1998 | Angels in de Nederlandse Top 40 – binnen: 10-01-1998 | Angels in de Nederlandse Top 40 – binnen: 10-01-1998 | Angels in de Nederlandse Top 40 – binnen: 10-01-1998 | Angels in de Nederlandse Top 40 – binnen: 10-01-1998 | Angels in de Nederlandse Top 40 – binnen: 10-01-1998 | Angels in de Nederlandse Top 40 – binnen: 10-01-1998 | Angels in de Nederlandse Top 40 – binnen: 10-01-1998 | Angels in de Nederlandse Top 40 – binnen: 10-01-1998 | Angels in de Nederlandse Top 40 – binnen: 10-01-1998 | Angels in de Nederlandse Top 40 – binnen: 10-01-1998 | Angels in de Nederlandse Top 40 – binnen: 10-01-1998 |
| Week                                                 | 01                                                   | 02                                                   | 03                                                   | 04                                                   | 05                                                   | 06                                                   | 07                                                   | 08                                                   | 09                                                   | 10                                                   | 11                                                   | 12                                                   | 13                                                   | 14                                                   |                                                      |
| ---------------------------------------------------- | ---------------------------------------------------- | ---------------------------------------------------- | ---------------------------------------------------- | ---------------------------------------------------- | ---------------------------------------------------- | ---------------------------------------------------- | ---------------------------------------------------- | ---------------------------------------------------- | ---------------------------------------------------- | ---------------------------------------------------- | ---------------------------------------------------- | ---------------------------------------------------- | ---------------------------------------------------- | ---------------------------------------------------- | ---------------------------------------------------- |
| Nummer                                               | 37                                                   | 30                                                   | 27                                                   | 20                                                   | 19                                                   | 21                                                   | 20                                                   | 19                                                   | 17                                                   | 14                                                   | 20                                                   | 26                                                   | 32                                                   | 38                                                   | uit                                                  |

### Mega Top 100
Hitnotering: 20-12-1997 (positie 65) t/m 33-05-1998 (positie 85). Hoogste notering: #16 (1 week).

### Vlaamse Ultratop 50
| Angels in de Vlaamse Ultratop 50 – binnen: 07-02-1998 | Angels in de Vlaamse Ultratop 50 – binnen: 07-02-1998 | Angels in de Vlaamse Ultratop 50 – binnen: 07-02-1998 | Angels in de Vlaamse Ultratop 50 – binnen: 07-02-1998 | Angels in de Vlaamse Ultratop 50 – binnen: 07-02-1998 | Angels in de Vlaamse Ultratop 50 – binnen: 07-02-1998 | Angels in de Vlaamse Ultratop 50 – binnen: 07-02-1998 | Angels in de Vlaamse Ultratop 50 – binnen: 07-02-1998 | Angels in de Vlaamse Ultratop 50 – binnen: 07-02-1998 | Angels in de Vlaamse Ultratop 50 – binnen: 07-02-1998 | Angels in de Vlaamse Ultratop 50 – binnen: 07-02-1998 | Angels in de Vlaamse Ultratop 50 – binnen: 07-02-1998 | Angels in de Vlaamse Ultratop 50 – binnen: 07-02-1998 | Angels in de Vlaamse Ultratop 50 – binnen: 07-02-1998 | Angels in de Vlaamse Ultratop 50 – binnen: 07-02-1998 | Angels in de Vlaamse Ultratop 50 – binnen: 07-02-1998 | Angels in de Vlaamse Ultratop 50 – binnen: 07-02-1998 | Angels in de Vlaamse Ultratop 50 – binnen: 07-02-1998 | Angels in de Vlaamse Ultratop 50 – binnen: 07-02-1998 | Angels in de Vlaamse Ultratop 50 – binnen: 07-02-1998 |
| Week                                                  | 01                                                    | 02                                                    | 03                                                    | 04                                                    | 05                                                    | 06                                                    | 07                                                    | 08                                                    | 09                                                    | 10                                                    | 11                                                    | 12                                                    | 13                                                    | 14                                                    | 15                                                    | 16                                                    | 17                                                    | 18                                                    |                                                       |
| ----------------------------------------------------- | ----------------------------------------------------- | ----------------------------------------------------- | ----------------------------------------------------- | ----------------------------------------------------- | ----------------------------------------------------- | ----------------------------------------------------- | ----------------------------------------------------- | ----------------------------------------------------- | ----------------------------------------------------- | ----------------------------------------------------- | ----------------------------------------------------- | ----------------------------------------------------- | ----------------------------------------------------- | ----------------------------------------------------- | ----------------------------------------------------- | ----------------------------------------------------- | ----------------------------------------------------- | ----------------------------------------------------- | ----------------------------------------------------- |
| Nummer                                                | 44                                                    | 41                                                    | 38                                                    | 38                                                    | 32                                                    | 24                                                    | 9                                                     | 6                                                     | 6                                                     | 7                                                     | 9                                                     | 7                                                     | 9                                                     | 13                                                    | 25                                                    | 37                                                    | 46                                                    | 49                                                    | uit                                                   |

### NPO Radio 2 Top 2000
| Nummer met noteringen in de NPO Radio 2 Top 2000 | '01 | '02 | '03 | '04 | '05 | '06 | '07 | '08 | '09 | '10 | '11 | '12 | '13 | '14 | '15 | '16 | '17 | '18 | '19 | '20 | '21 | '22 | '23 | '24 |
| ------------------------------------------------ | --- | --- | --- | --- | --- | --- | --- | --- | --- | --- | --- | --- | --- | --- | --- | --- | --- | --- | --- | --- | --- | --- | --- | --- |
| Angels                                           | 364 | 114 | 24  | 44  | 11  | 18  | 39  | 24  | 34  | 37  | 55  | 41  | 40  | 75  | 80  | 74  | 68  | 76  | 89  | 82  | 92  | 90  | 59  | 70  |

1. ↑  Een vetgedrukt getal geeft de hoogste notering aan.
2. ↑  2001 was het eerste jaar met een notering voor dit nummer.

### Evergreen Top 1000
| Evergreen Top 1000 "Angels" | Evergreen Top 1000 "Angels" | Evergreen Top 1000 "Angels" | Evergreen Top 1000 "Angels" | Evergreen Top 1000 "Angels" | Evergreen Top 1000 "Angels" | Evergreen Top 1000 "Angels" | Evergreen Top 1000 "Angels" | Evergreen Top 1000 "Angels" | Evergreen Top 1000 "Angels" | Evergreen Top 1000 "Angels" | Evergreen Top 1000 "Angels" | Evergreen Top 1000 "Angels" | Evergreen Top 1000 "Angels" | Evergreen Top 1000 "Angels" | Evergreen Top 1000 "Angels" | Evergreen Top 1000 "Angels" |
| Jaar                        | 2008                        | 2009                        | 2010                        | 2011                        | 2012                        | 2013                        | 2014                        | 2015                        | 2016                        | 2017                        | 2018                        | 2019                        | 2020                        | 2021                        | 2022                        | 2023                        |
| --------------------------- | --------------------------- | --------------------------- | --------------------------- | --------------------------- | --------------------------- | --------------------------- | --------------------------- | --------------------------- | --------------------------- | --------------------------- | --------------------------- | --------------------------- | --------------------------- | --------------------------- | --------------------------- | --------------------------- |
| Positie                     | -                           | -                           | -                           | -                           | -                           | -                           | -                           | -                           | -                           | 494                         | 364                         | 397                         | 359                         | 407                         | 302                         | 302                         |

## Trivia
- Het nummer Toekomst van Jeroen van der Boom is een cover van dit nummer, gezongen in het Nederlands.
- De Duitse rock-'n-roll coverband The Baseballs heeft Angels eveneens gecoverd.
- Een Ierse muzikant, Ray Heffernan, beweert de basis van het nummer te hebben geschreven met Robbie, die het vervolgens bewerkte met Guy Chambers. Een officiële credit heeft Heffernan nooit gekregen; hij zegt een eenmalig bedrag van zo'n 7500 Britse ponden te hebben ontvangen. Het verhaal is nooit erkend door Robbie Williams of Guy Chambers en zij staan dan ook nog steeds geregistreerd als de officiële schrijvers van het nummer. Wel wordt Ray Heffernan in de hoestekst van Life Thru A Lens op cryptische wijze genoemd in de lijst van bedankjes ("Even fallen angels laugh last, thanks to Ray Heffernan").